# Mãn dục ở nam giới
Mãn dục nam (hay tắt dục nam) là những thuật ngữ để chỉ những hậu quả của sự suy giảm nồng độ testosteron trong máu, dẫn tới suy giảm khả năng hoạt động tình dục, rối loạn cương dương, suy giảm sinh tinh và dưỡng tinh kèm theo đó là những suy giảm về sức khoẻ thể chất, sức khoẻ tinh thần.

## Biểu hiện
Thông thường, một người nam bị mãn dục có các biểu hiện như sau.: 
- Giảm ham muốn tình dục.
- Rối loạn cương dương.
- Giảm số lượng tinh trùng.

Ngoài ra, người bị mãn dục nam còn có các dấu hiệu khác như:
- Rối loạn nhịp tim.
- Rối loạn hô hấp: nằm ngủ hay ngáy to.
- Rị loãng xương nên khi có chấn thương nhẹ như ngã, bị va đập hay bị đánh dễ bị gãy xương.
- Teo cơ bắp chân tay, giảm trương lực cơ dễ bị mệt mỏi.
- Tăng cân, thừa cân nhất là béo bụng.
- Da nhăn nheo, xuất hiện các nốt đồi mồi.
- Tóc bị bạc và rụng, rụng cả lông.
- Móng tay móng chân giòn, dễ gãy.
- Rối loạn thần kinh và tâm thần hay cáu giận thất thường.

Tuy nhiên, để chẩn đoán chắc chắn mãn dục nam thì cần làm xét nghiệm lượng nội tiết tố testosterone.

## Nguyên nhân
- Không giống như mãn kinh ở nữ giới, giai đoạn quá độ chuyển sang tắt dục của nam diễn ra chậm hơn, có thể kéo dài trong nhiều thập niên. Cách sống, những stress tâm lý, uống nhiều rượu, bị chấn thương hay bị mổ, dùng các loại thuốc, béo phì, nhiễm khuẩn... đều là những yếu tố góp phần vào sự bộc lộ hiện tượng tắt dục[2].
- Tắt dục nam ngoài ra còn bị ảnh hưởng bởi lối sống, phong tục tập quán của chính con người. Tại các nước phương Đông, do thói quen "khép kín" đời sống tình dục, lại kiêng kỵ khi gặp sự cố và ít nhiều nam giới hay mặc cảm nên bỏ qua sự thăm khám sức khỏe khiến bệnh càng trầm trọng hơn.
- Có nhiều bác sĩ thừa nhận rằng đàn ông ở độ tuổi trung niên sẽ phải trải qua những thay đổi, nhưng họ lại cho rằng những thay đổi này là do tâm lý chứ không phải do các hormon gây ra.
- Những thay đổi này xuất hiện khi người đàn ông cảm thấy họ không còn trẻ nữa, các nếp nhăn bắt đầu xuất hiện, tóc thưa dần và ngày càng mập lên[2].
- Bên cạnh đó, những bất hòa trong cuộc sống vợ chồng, rắc rối trong công việc, vấn đề tài chính, bệnh thiếu máu, rối loạn tuyến giáp, suy nhược cơ thể và nghiện rượu cũng là những nguyên nhân gây ra tình trạng này.

## Triệu chứng
- Mãn kinh nam thường không chẩn đoán được vì các triệu chứng có thể mơ hồ và biến đổi rất khác nhau trong số các cá nhân. Hơn nữa, quá trình tương tự ở nữ về sự thay đổi này có một sự tấn công đột ngột và phân biệt, sự sản xuất hormone nam bắt đầu suy giảm vào giai đoạn đầu 30 và tiến triển tiếp cho tới cuối đời.
- Trong khi các triệu chứng từ từ của mãn kinh nam thường bị bỏ qua bởi cả bệnh nhân và bác sĩ đối với những gì xảy ra khi chúng ta có tuổi, một số thì bắt đầu xem chúng là dấu hiệu của các tình trạng bệnh lão hóa sớm chỉ đơn thuần là triệu chứng khác. Việc chẩn đoán bệnh giảm chức năng tuyến sinh dục (cũng được phát hiện ở những bé trai) thường được xem là một con đường để xác định tình trạng bệnh rõ ràng.
- Một khi bệnh được khám phá, đó là một tiến trình rõ ràng của việc thoát khỏi tình trạng giảm testosteron bởi tiêm, bôi hormon gel tại chỗ, miếng dán da.

## Điều trị
- Muốn điều trị chứng mãn kinh ở nam giới thì cần phải xác định rõ nguyên nhân. Nếu là do giảm nội tiết tố nam (androgen) thì người ta có thể dùng hormon Testosterone để thay thế. Loại hormon thay thế này xuất hiện dưới dạng miếng dán trên da, thuốc viên hay thuốc tiêm. Nhiều bệnh nhân sau khi được chữa trị bằng phương pháp này cho biết tình trạng của họ đỡ hơn rất nhiều[4].
- Tuy nhiên vẫn chưa có nghiên cứu nào cho thấy những thay đổi tích cực này là do tác dụng của thuốc hay là do tâm lý. Liệu pháp chữa trị bằng việc bổ sung hormon không được áp dụng bừa bãi vì nó có liên quan đến sự phát triển của các tế bào ung thư tuyến tiền liệt[4].
- Ngoài ra những phương pháp chữa trị khác cũng cần phải có sự giám sát chặt chẽ của các bác sĩ chuyên khoa[4].